# Дистрес плода
Дистрес плода — це порушення функціонального стану плода, яке виникає в результаті гострого чи хронічного обмеження доступу кисню, або порушення використання кисню плодом з розвитком метаболічного ацидозу. 
Дистрес плода призводить до порушення дозрівання центральної нервової системи, що призводить до порушення розвитку інших органів і систем органів. 
До безпосередніх причин виникнення дистресу плода належать:
1. Порушення оксигенації материнської крові - виникає внаслідок серцево-судинної та легеневої патології у матері.
2. Гемічна гіпоксія матері - виникає внаслідок анемії вагітних.
3. Циркуляторні порушення генералізованого характеру - наприклад, артеріальна гіпертензія, артеріальна гіпотензія, пізні гестози переважно з гіпертензивним синдромом.
4. Патологічні зміни спіральних артеріол - виникають внаслідок запальних захворювань ендометрія, численних медичних абортів, оклюзійних судинних ушкоджень, спазму периферичних судин, які можуть бути результатом гестозів та переношувань вагітності.
5. Власне плацентарні чинники - включають в себе первинну плацентарну недостатність, інфекційно-токсичні ушкодження плаценти.

## Ознаки
Дистрес плода під час пологів:
- Частота серцевих скорочень плода понад 170 уд./хв або менше 110 уд./хв (фізіологічний норматив 110-170 уд./хв) - визначається аускультативним методом.
- Наявність густо забарвлених меконієм навколоплідних вод - визначається методом амніоцентезу.

## Діагностика
1. Аускультація серцебиття плода - оцінка частоти, ритму, звучності серцевих тонів, наявності шуму.
2. Кардіотокографія - синхронний запис серцевого ритму плода і скорочень матки упродовж 10-15 хв.
3. Визначення меконію в навколоплідних водах при розриві плідного міхура.
4. Функціональні проби - нестресовий тест, степ-тест.
5. Актографія - реєстрація рухової активності плода в реальному часі за допомогою УЗД.
6. Біофізичний профіль плода
7. Доплерометрія - дослідження кровотоку в системі мати-плацента-плід
8. Амніоскопія - огляд плодового міхура з використанням амніоскопа.
9. Ехокардіографія плода
10. Амніоцентез
11. Кордоцентез
12. Фетоскопія

## Лікування
При визначенні дистресу плода необхідне термінове розродження. 

## Ускладнення
Ускладнення для плода включають енцефалопатію, дитячий церебральний параліч, судоми, а також інші неврологічні порушення.

## Профілактика
Профілактика виникнення дистресу плода включає такі напрямки терапії, як:
- Лікування хронічних захворювань вагітної
- Динамічне спостереження за станом плода
- Можуть призначатись дезагреганти чи спазмолітики